# Vance Brand
Vance DeVoe Brand (Longmont, Colorado, 9 de mayo de 1931) es un ex oficial de la Armada y piloto estadounidense, ingeniero aeronáutico, piloto de pruebas y astronauta de la NASA. Sirvió como piloto del módulo de comando durante el primer vuelo espacial conjunto estadounidense-soviético en 1975, y como comandante de tres misiones del transbordador espacial. 
Su experiencia de vuelo suma unas 9 669 horas, incluyendo 8 089 horas en jets, 391 horas en helicópteros y 746 horas en naves espaciales, además de haber probado más de 30 tipos de aeronaves militares.
Actualmente es el último sobreviviente de la misión Apolo-Soyuz.

## Carrera en la NASA

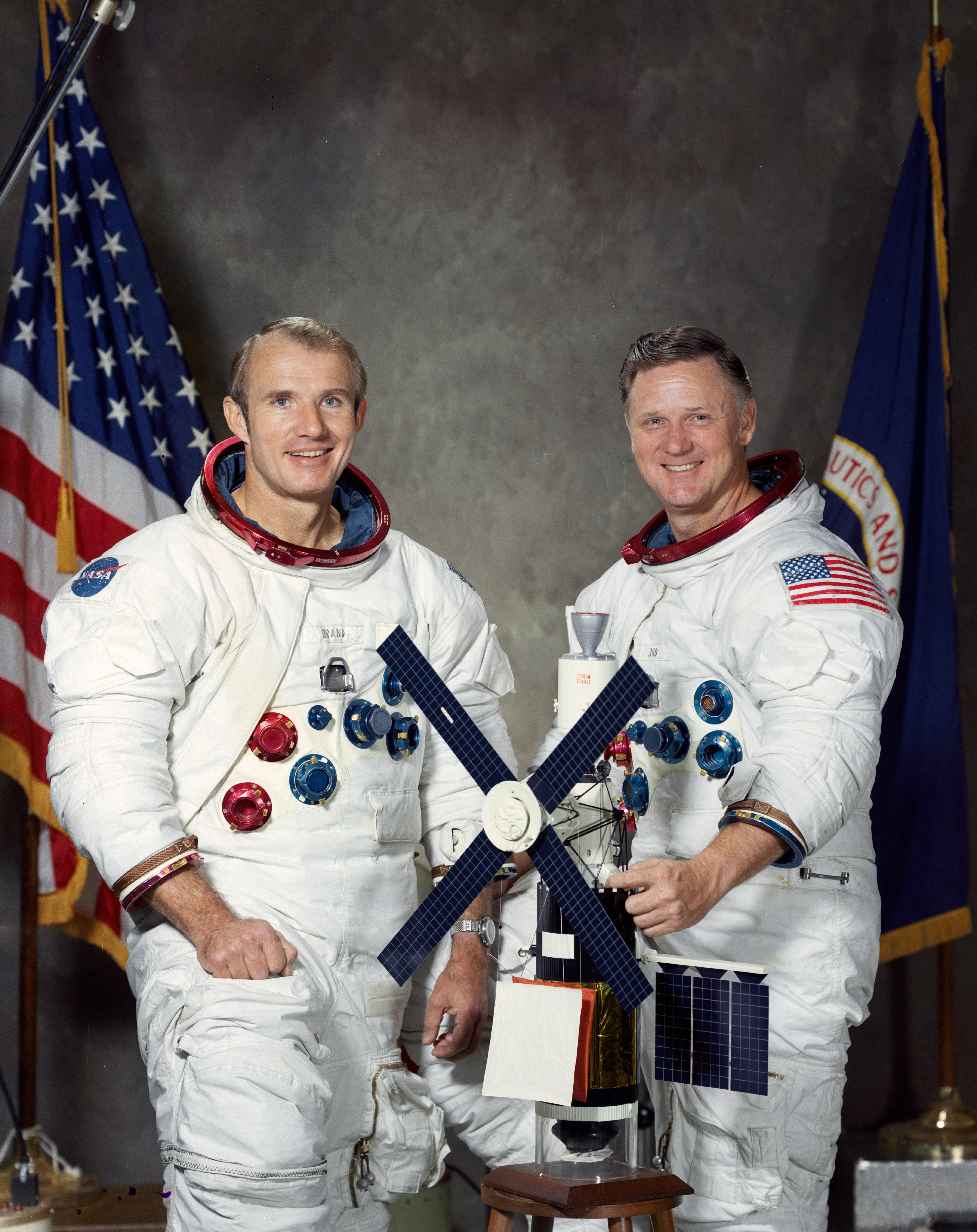
Brand (izquierda) con Don Lind como tripulación de rescate de Skylab

Siendo uno de los 19 astronautas seleccionados por la NASA en abril de 1966, Brand comenzó como miembro de la tripulación para las pruebas del prototipo del módulo de comando en la cámara de vacío térmica, junto con los astronautas Joe Engle y Joseph Kerwin. Más tarde, pasaría a ser tripulante de apoyo en las misiones Apolo 8 y Apolo 13. También fue piloto de respaldo del módulo de comando para el Apolo 15, y su nombre sonaba para ir en la tripulación principal de Apolo 18 antes de que fuese cancelada. Brand fue comandante de respaldo para Skylab 3 y Skylab 4. Cuando el módulo de comando de Skylab 3 tuvo problemas con su sistema de control de reacción, Brand quedó en espera para comandar una misión de rescate junto al piloto de respaldo Don Lind; sin embargo, la tripulación se retiró cuando se decidió que el problema no requería que acudieran en su ayuda.
Como astronauta, ocupó cargos de gerencia relacionados con el desarrollo, adquisición, seguridad de vuelo y operaciones de misiones de naves espaciales. Brand voló en cuatro misiones espaciales; Apollo-Soyuz, STS-5, STS-41-B y STS-35. Sumó 746 horas en el espacio y dirigió tres misiones. Brand fue el último miembro de su grupo de astronautas en activo, y fue el único astronauta de la era Apolo en pilotar el transbordador espacial en la era posterior al Challenger. 
Brand abandonó la Oficina de Astronautas en 1992 para convertirse en Jefe de la Oficina de Programa Conjunto del Avión Aeroespacial Nacional (NASP), en la base aérea de Wright-Patterson. En septiembre de 1994, se muda a California como Ayudante en Jefe de Operaciones de Vuelo en el Centro de Investigaciones de Vuelo Dryden, después pasó a Ingeniero Jefe en Funciones, Subdirector para Proyectos Aeroespaciales, y Director en Funciones de Centros Asociados para Programas. Se retiró de la NASA en enero de 2008.